# Bruce Cork
Bruce Cork (fallecido el 7 de octubre de 1994) fue el físico que descubrió el antineutrón en 1956 mientras estaba trabajando en el Lawrence Berkeley National Laboratory.